# Hoisbüttel
Hoisbüttel – stacja metra hamburskiego na linii U1. Stacja została otwarta 12 września 1918. 

## Położenie
Stacja posiada 120 metrowy peron wyspowy położony na nasypie. Znajduje się równolegle do ulicy "An der Hochbahn", a kończy się w północno-zachodniej części przed mostem nad Hamburger Straße. Jest tutaj także budynek stacji. Prowadzą do niego schody i windy z peronu. 
Na Georg-Sasse-Straße znajduje się Parkin P+R na 108 miejsc.